# Реальное училище
Реа́льное учи́лище (от нем. Realschule) в Германской империи, царской России и ряде других государств и стран, в том числе в современной ФРГ — среднее или неполное среднее учебное заведение, в котором существенная роль отводится предметам естественной и математической направленности.
Название произошло от названия «Реальная школа» (Realschule), которая была основана К. Землером в 1706 году в городе Халле.

## История
Прототипами реальных школ или училищ были практические учебные заведения, возникавшие в Европе ещё в Средние века.

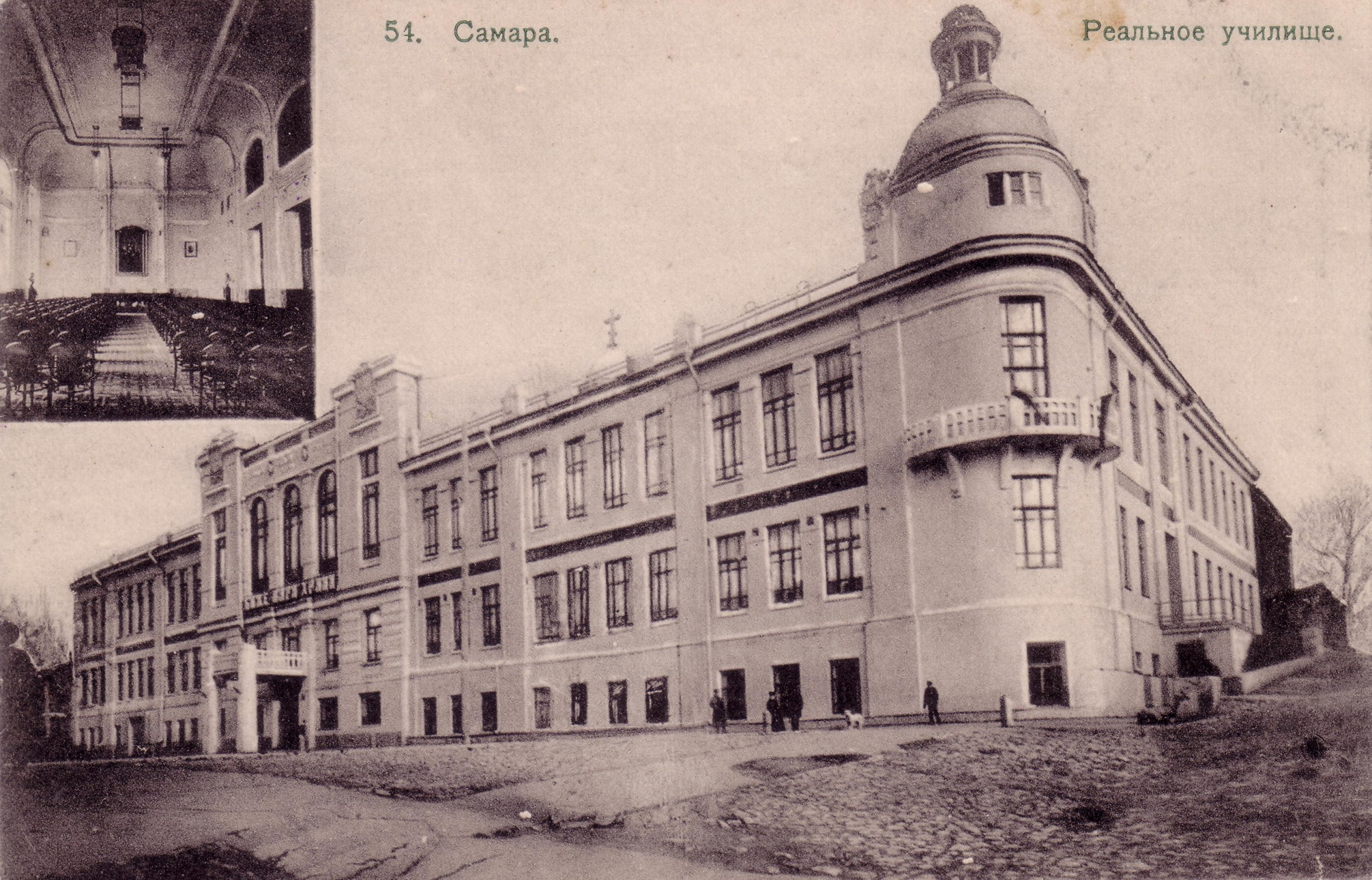
Реальное училище в Самаре

Одним из первых основателей реальных школ считается пастор из Галле — Кристоф Землер, организовавший в 1707 году «Математико-механическую реальную школу» (нем. Mathematische und Mechanische Realschule), введя в которой в 1738 году курс сведений о хозяйстве, назвал её «Математической, механической и хозяйственной реальной школой». В 1747 году немецкий богослов Иоганн Геккер открыл в Берлине «Экономическо-математическое реальное училище»; с 1753 года это училище стало называться королевским. Его директор Шпиллеке преобразовал его в 1822 году в «общеобразовательное учебное заведение, преследующее практические цели»; в программу его входили Закон Божий, естественные науки, математика, языки: немецкий, французский и английский, история, география и рисование. Особенностью этого класса учебных заведения было отсутствие преподавания древних языков и древней истории. В 1859 году был принят устав, который различал училища трёх видов: реальные училища I разряда (с 9-летним курсом и латинским языком), реальные училища II разряда (с 8-летним курсом, без латинского языка) и высшие городские училища (те же училища II разряда, но с 6-летним курсом). До 1859 года реальных училищ в Германии было 56, а через 14 лет число их стремительно возросло до 179.
В Австрии устав 1850 года определил задачей реальных училищ «среднюю степень предварительного образования, нужного для промышленных занятий, равно как и подготовление к техническим заведениям».

## Реальное образование в России

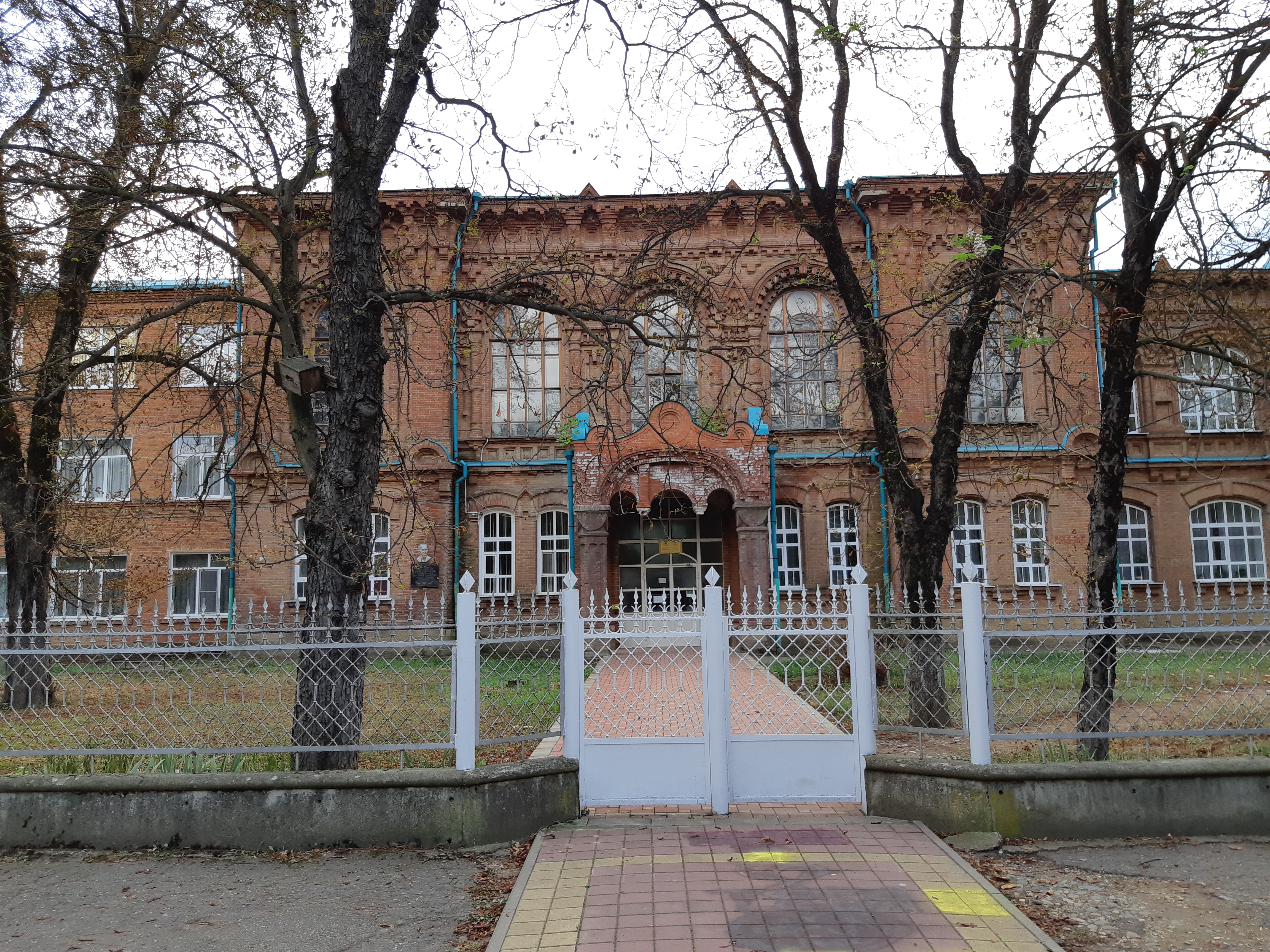
Майкопское реальное училище, в котором учился Е. Шварц (ныне — гимназия № 5)

В России инициатива устройства реальных училищ исходила от частных лиц и возникла к началу 1830-х годов. Первоначально целью таких училищ ставилось только распространение «технических, непосредственно полезных для промышленной деятельности познаний», но затем она была расширена в сторону общеобразовательных знаний. В 1839 году уже на правительственном уровне была поставлена задача организации реальных классов для «временного преподавания технических наук». Позднее целью их учреждения стало намерение «отвлечь детей низших сословий от прохождения гимназического курса». Предметами преподавания были практическая химия, практическая механика, рисование и черчение. К слушанию их допускались, бесплатно, не только ученики, но и «другие лица промышленного звания». В 1839 году при третьей московской гимназии было открыто реальное отделение, состоявшее из 6 классов; оно предназначалось главным образом для детей купцов и мещан. Окончившие в нём курс дети купцов 1-й и 2-й гильдии пользовались преимуществами коммерческих училищ и Московской практической академии, а дети купцов 3-й гильдии и мещан освобождались от телесного наказания и рекрутчины. За период 1841—1866 годов в этом отделении было всего 593 ученика, тогда как в классическом за то же время — 2997. Из-за малого числа учеников закрывались постепенно и реальные классы.

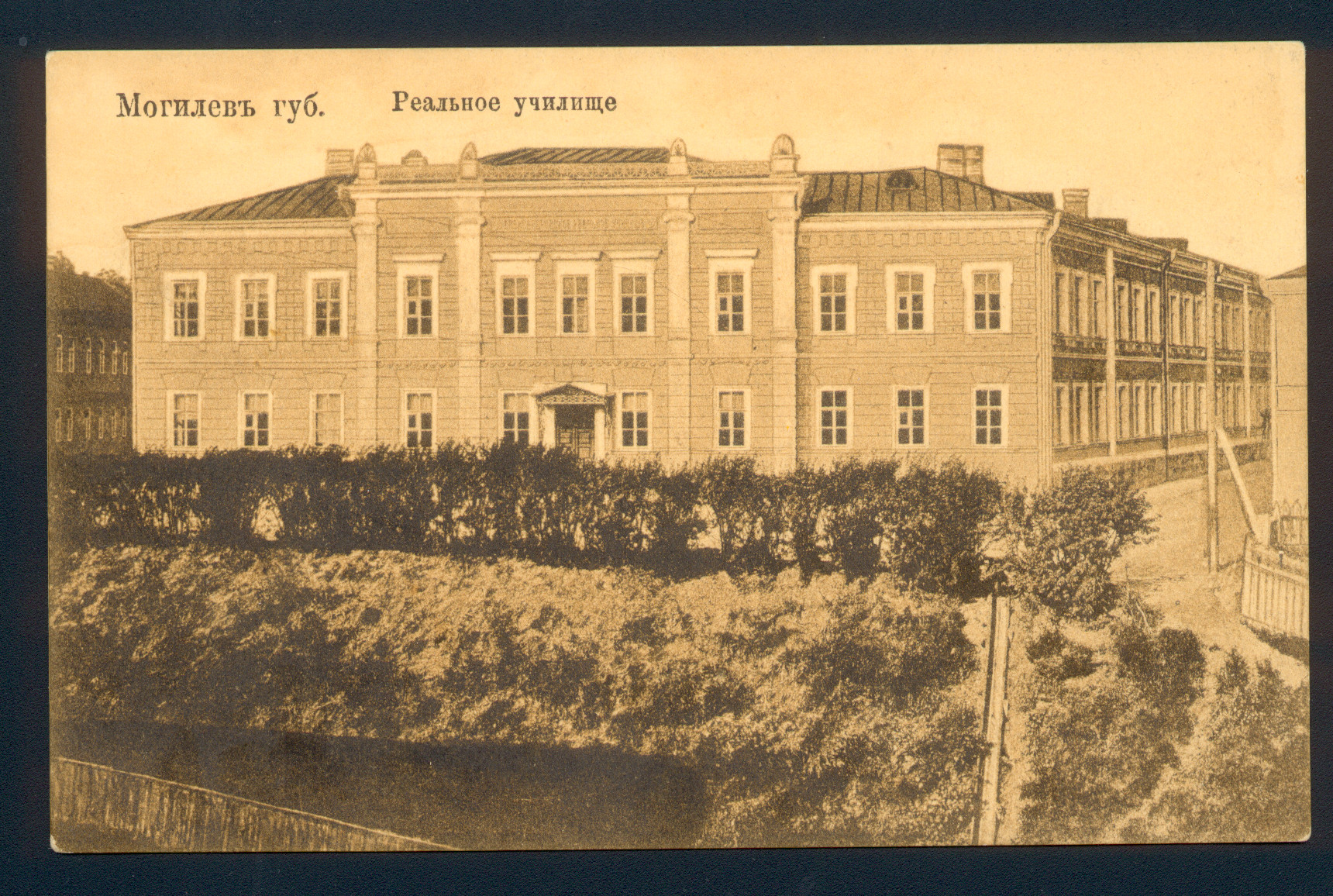
Реальное училище в Могилёве

В 1840 году в Варшаве была основана реальная гимназия, отличавшаяся от реального отделения 3-й московской гимназии главным образом тем, что имела 7-й, дополнительный класс. В то же время обводовые (или 4-классные уездные) училища Царства Польского были разделены на приготовительные (собственно 4-классные гимназии) и реальные, «имевшие направление техническое, коммерческое или агрономическое», смотря по местным потребностям. Через девять лет таких реальных училищ было семь.
Устав от 19 ноября 1864 года «О реальных гимназиях и прогимназиях» определил создание семиклассных реальных гимназий, целью которых ставилось, наравне с классическими гимназиями, «общее образование и подготовление к вступлению в высшие специальные учебные заведения». Они были доступны для детей всех состояний и вероисповеданий и имели во многом сходную с классическими гимназиями программу и совершенно одинаковую администрацию. Но свидетельства об окончании курса реальных гимназий при поступлении в высшие специальные заведения только «принимались в соображение».

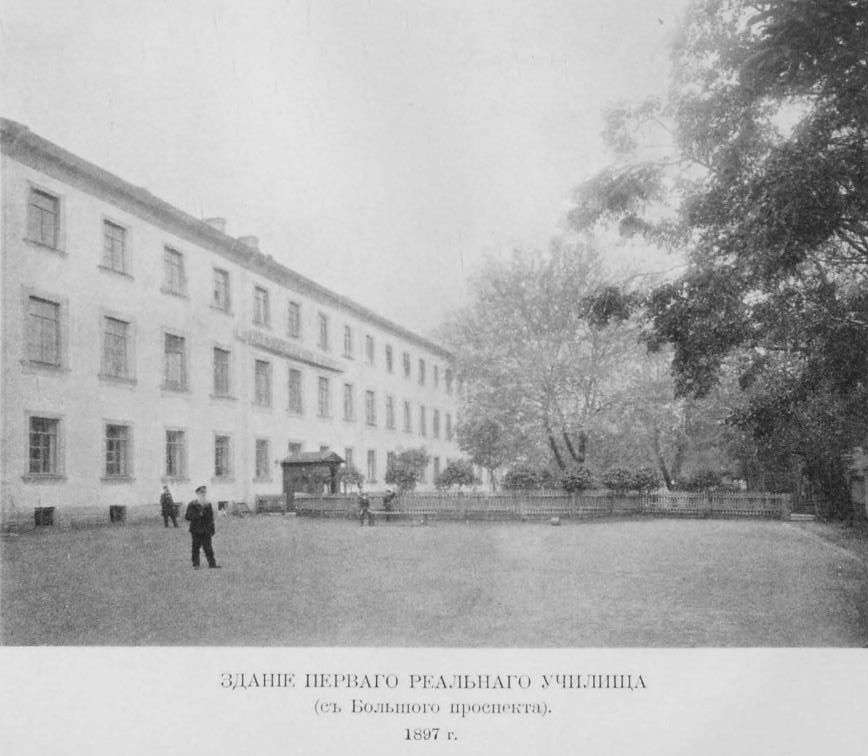
Реальное училище в Петербурге

В 1871 году реальные гимназии были переименованы в реальные училища, а в следующем году новый устав, утверждённый 15 мая 1872 года, объявил их целью «общее образование, приспособленное к практическим потребностям и к приобретению технических познаний», имея в виду преимущественно потребности торговли и промышленности. Курс обучения длился шесть-семь лет. В старших классах преподавались прикладные дисциплины (механика, химия, а также технологические и коммерческие предметы). Выпускники таких училищ могли поступить в технические, промышленные и торговые высшие учебные заведения, но не в университеты. Уже в 1872/73 учебном году в семи реальных гимназиях низшие пять классов были преобразованы по учебному плану реальных училищ. С 1873 по 1877 год было учреждено и открыто 55 реальных училищ и к 1 января 1878 года их число составляло 67.
В 1888 году реальные училища были реформированы в общеобразовательные заведения, выпускники которых уже могли поступать в университет на физико-математический и медицинский факультеты.
К 1914 году в Российской империи было 284 реальных училища, в которых обучалось 80 800 человек.
После Октябрьской революции 1917 года этот тип учебных заведений в России был упразднён. Вместо них в Советской России возникли близкие по задачам Школы фабрично-заводского ученичества (прообраз системы ГПТУ 1960-х годов) и, с 1923 года, — техникумы (как полноценные средние специальные технические учебные заведения, ссузы).
В настоящее время[когда?] существенно трансформированные реальные училища существуют в системах образования ряда государств — как учреждения подготовки квалифицированных рабочих.